# Plagi Breslau
Plagi Breslau – polski film sensacyjny wyprodukowany w 2018 roku, którego reżyserem, scenarzystą i producentem jest Patryk Vega. Film został wyprodukowany przez i na zlecenie platformy Showmax. 
Film jest również dostępny na platformie Netflix.

## Fabuła
We Wrocławiu grasuje seryjny morderca, atakujący codziennie o stałej porze. Policjantka Helena Ruś próbuje rozwiązać tę sprawę.

## Obsada
- Małgorzata Kożuchowska – Helena Ruś
- Daria Widawska – Magda Drewniak vel Iwona Bogacka
- Tomasz Oświeciński – Jarek „Bronson”
- Katarzyna Bujakiewicz – żona „Bronsona”
- Andrzej Grabowski – prokurator
- Ewa Kasprzyk  – Alicja Drewniak, matka Magdy
- Iwona Bielska – patolog

i inni